# 슈퍼 (2010년 영화)
《슈퍼》(영어: Super)는 미국에서 제작된 제임스 건 감독의 2010년 블랙 코미디 슈퍼히어로 영화이다. 레인 윌슨 등이 출연하였고, 미란다 베일리 등이 제작에 참여하였다.

## 줄거리
즉석 요리 조리사 프랭크는 아내 세라가 카리스마를 지닌 스트립 클럽 주인 자크에게 빠져 자신을 떠나자 한동안 우울감 속에 지낸다. 그러나 기독교 방송 채널에서 우연히 복음주의 슈퍼히어로 "더 홀리 어벤저"를 본 뒤 프랭크는 신의 계시를 받고 "더 크림슨 볼트"로 자경 활동을 시작한다. 수면 섹스 장애가 있다는 만화책 가게 직원 리비가 그의 팬이 되어 사이드킥 "볼티"를 자처한다.

## 출연
- 레인 윌슨 - 프랭크 다보 / 더 크림슨 볼트 역
- 엘런 페이지 - 리비 / 볼티 역
- 리브 타일러 - 세라 헬걸런드 역
- 케빈 베이컨 - 자크 역
- 네이선 필리언 - 더 홀리 어벤저 역
- 마이클 루커 - 에이브 역
- 그레그 헨리 - 존 펠크너 형사 역
- 안드레이 로이오 - 해밀턴 역
- 숀 건 - 토비 역
- 스티븐 블랙하트 - 퀼 역
- 그레그 잉그럼 - 후드를 입은 장발 남자 역
- 윌리엄 캣 - 피츠기번 경사 역
- 린다 카덜리니 - 마리아 역
- 롭 좀비 - 하느님 역 (목소리)
- 잭 길퍼드 - 제리 역
- 스티브 에이지 - 만화책 가게 직원 역
- 몰리 밀리건 - 제니퍼 헬걸런드 역
- 제임스 건 - 디먼스윌 역
- 로이드 코프먼

## 기타 제작진
- 공동 제작: 어맨다 마셜
- 미술: 윌리엄 A. 엘리엇
- 세트: 크리스틴 빅슬러
- 분장: 킴벌리 애머커
- 헤어: 로터스 세키
- 조감독: 셰리 더바니